# Macroglossum nycteris
Macroglossum nycteris là một loài bướm đêm thuộc họ Sphingidae, chi Macroglossum.